# Ернст Каспарссон
Е́рнст Гу́стаф Ка́спарссон (швед. Ernst Gustaf Casparsson нар. 15 листопада 1886, м. Крукек, Швеція — † 7 вересня 1973, м. Кольморден, Швеція) — шведський вершник, що спеціалізувався на змаганнях з триборства та конкуру. Переможець літніх Олімпійських Ігор 1912 року у Стокгольмі у командному триборстві. На тій же Олімпіаді брав участь у особистих змаганнях з триборства та конкуру.

## Біографія
Ернст Густаф Каспарссон народився у шведському містечку Крукек в родині Карла Августа Каспарссона та Євгенії Клінгспор. Служив у смоландському гусарському полку, службу завершив у званні ротмістра (на момент участі у Олімпійських іграх носив звання лейтенанта).
Влітку 1912 року Каспарссон взяв участь у літніх Олімпійських іграх, що відбувалися у Стокгольмі. Шведський спортсмен був учасником трьох змагальних дисциплін: на коні на ім'я Irmelin він змагався у індивідуальному та командному триборстві, а на Kiriki боровся за нагороди у індивідуальному конкурі. У особистому триборстві Ернст Густаф посів п'яте місце у загальному заліку та показав третій результат серед шведських спортсменів, що дозволило йому стати повноправним володарем «золота» у командній першості (враховувалися результати лише трьох найкращих представників від кожної країни). У індивідуальному конкурі зачепитися за медаль Каспарссону не вдалося. Він відстав від переможця на 5 залікових очок та розділив шосту сходинку зі своїм співвітчизником Нільсом Адлеркройтцем та німцем Вільгельмом фон Гогенау.
Ернст Каспарссон узяв за дружину Малін Сандлунд, у шлюбі з якою мав чотирьох синів. Помер Ернст Густаф 7 вересня 1973 року у Кольмордені.

## Спортивні результати[3]

### Триборство
| Рік  | Змагання                    | Місто     | Кінь    | МО | МК |
| ---- | --------------------------- | --------- | ------- | -- | -- |
| 1912 | Літні Олімпійські ігри 1912 | Стокгольм | Irmelin | 5  | 1  |

### Конкур
| Рік  | Змагання                    | Місто     | Кінь   | МО | МК |
| ---- | --------------------------- | --------- | ------ | -- | -- |
| 1912 | Літні Олімпійські ігри 1912 | Стокгольм | Kiriki | 6  | —  |